# Honigpalme
Die Honigpalme (Jubaea chilensis (Molina) Baill., Syn.: Jubaea spectabilis Kunth) ist die einzige Art der Pflanzengattung Jubaea innerhalb der Familie der Palmengewächse (Arecaceae). Sie wächst in mediterran-ähnlichem Klima in Chile.

## Beschreibung

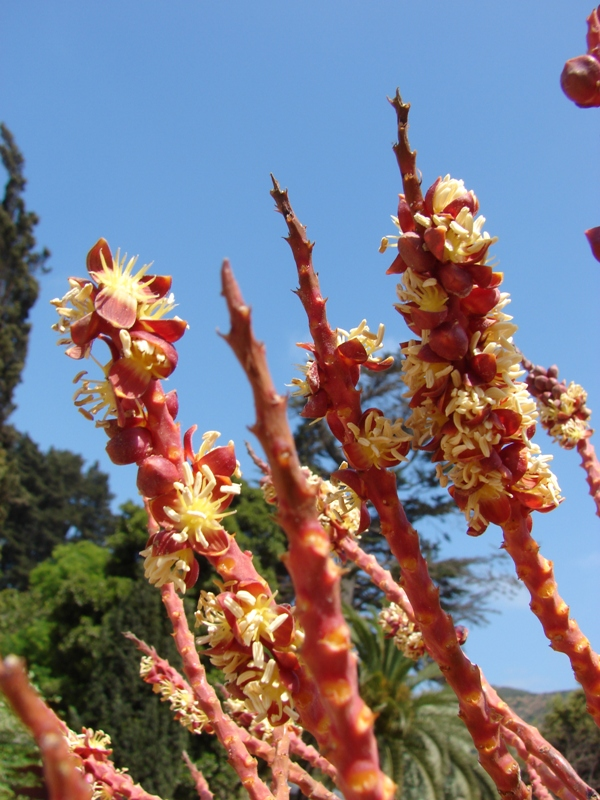
Ausschnitt eines Blütenstandes mit männlichen Blüten

### Vegetative Merkmale
Die Honigpalme ist eine Palme mit einem massiven grauen Stamm, der bei alten Exemplaren bis zu 2 Meter Durchmesser und eine Höhe von bis zu 25 Metern erreichen kann. Die Honigpalme ist eine fiederblättrige (pinnate) Palme mit bis zu 4 Meter langen Wedeln.

### Generative Merkmale
Die Honigpalme ist einhäusig getrenntgeschlechtig (monözisch). Die bis zu 1,5 Meter langen gelblichen Blütenstände (Infloreszenzen) tragen eingeschlechtige Blüten.
Bei den Früchten handelt es sich um 3 bis 4 Zentimeter große, grüne und in der Reife orangegelbe Steinfrüchte, die einen Samen enthalten, der aussieht wie eine kleine Kokosnuss, und dessen weißes, fleischiges Nährgewebe (Endosperm) von Geruch und Geschmack ebenfalls daran erinnern, weshalb man sie in Chile coquitos (dt. Kokosnüsschen) nennt.

## Taxonomie
Die Erstbeschreibung erfolgte 1809 unter dem Namen (Basionym) Cocos chilensis durch Juan Ignacio Molina in Saggio sulla storia naturale de Chili, „ed. Angl.“, Band 1, Seite 146, 292. Die Neukombination zu Jubaea chilensis (Molina) Baill. wurde 1895 durch Henri Ernest Baillon in Histoire des Plantes (Baillon), Band 13, Seite 397 veröffentlicht. Der Gattungsname Jubaea ehrt König Juba II. von Mauretanien (etwa 50 v. Chr. – 23 n. Chr.), der sich auch für die Flora von Nordafrika interessierte.

## Verwendung und Gefährdung
Diese Palmenart verdankt ihren deutschen Trivialnamen Honigpalme dem zuckerhaltigen Saft, aus dem man Palmzucker, Palmhonig und auch Palmwein herstellt. Für die Gewinnung des Saftes muss man die Palme fällen, weshalb sie in ihrer Heimat in ihrem Bestand gefährdet ist und inzwischen geschützt wird. Im Alter von etwa 60 Jahren fängt sie an zu blühen und Früchte zu tragen. Die Samen der Früchte werden zur Herstellung von Süßwaren oder als Knabberei verwendet.

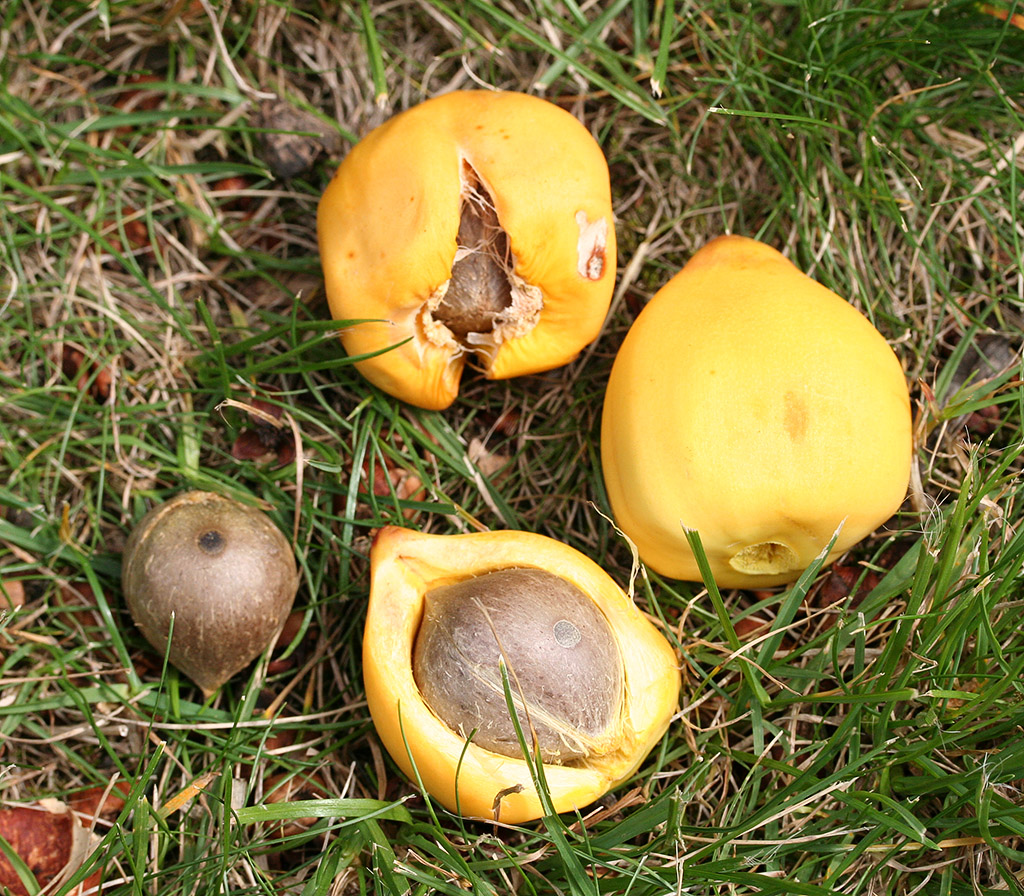
Frucht und Nuss

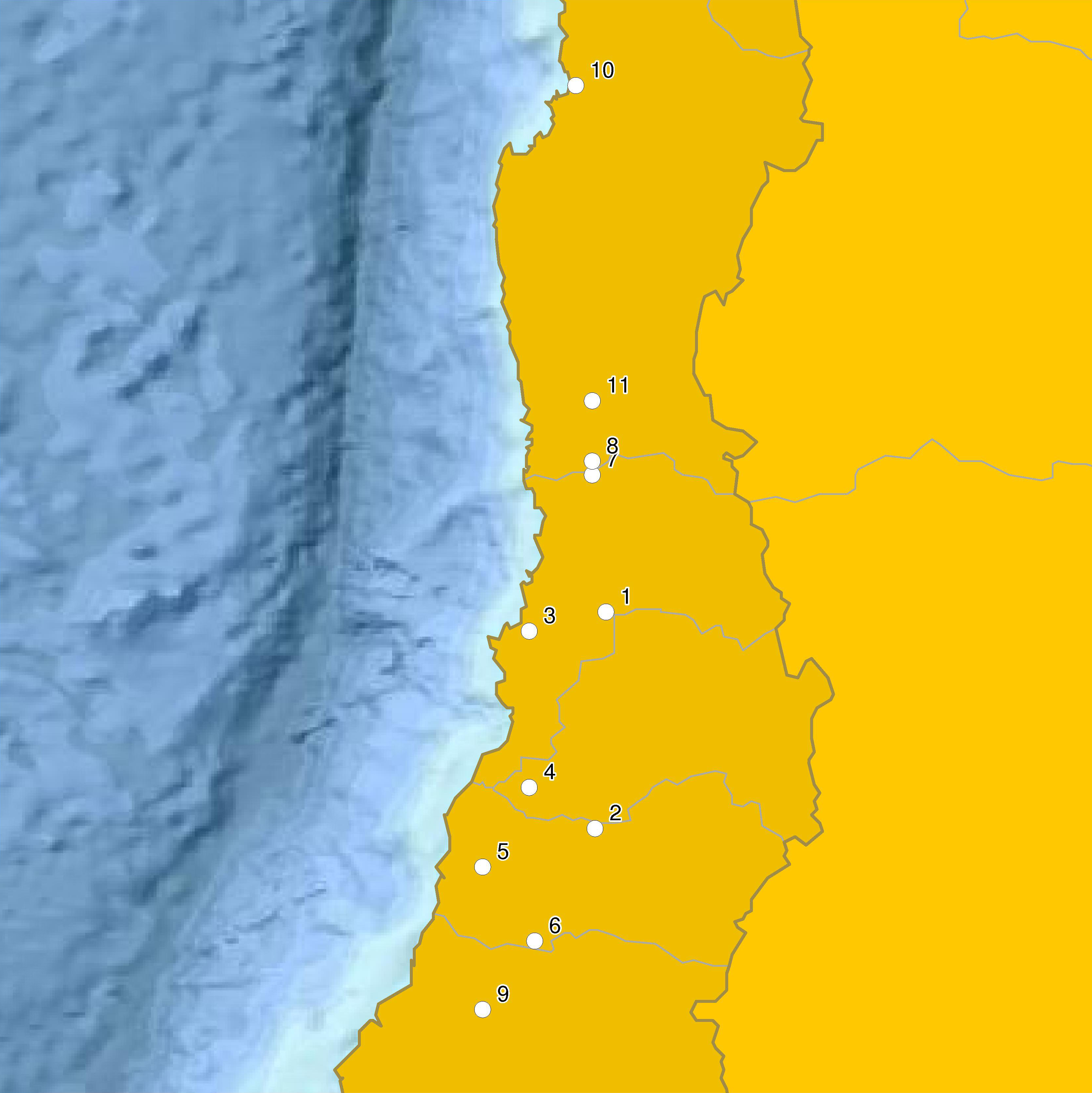
Verbreitungskarte mit den Fundorten in Chile

## Besonderheit
Jubaea chilensis wird auch in Europa angepflanzt: vor allem am Mittelmeer in Südfrankreich und Norditalien (im Botanischen Garten von Pisa stehen zwei imposante Exemplare), aber auch in Südtirol (etwa in den Gärten von Schloss Trauttmansdorff), im Schweizer Kanton Tessin, in der Bretagne und Südengland.
Die Honigpalme benötigt weniger Sommerhitze als viele andere frostverträgliche Palmen, da die Sommer in ihrer Heimat nicht besonders heiß sind. In schwülem, tropischem Klima wächst sie dagegen nicht so gut. Aufgrund ihrer Frosttoleranz (ausgepflanzte Exemplare können ohne größere Schäden Temperaturen bis −15 °C überstehen) und Seltenheit erfreut sich die chilenische Honigpalme daher vor allem bei Sammlern in gemäßigten Breiten großer Beliebtheit.